# سرگئی ارزرومیان
سرگئی خاچاتوری ارزرومیان (ارمنی: Սերգեյ Խաչատուրի Էրզրումյան؛ زادهٔ ۲۲ نوامبر ۱۹۸۰) یک بازیکن فوتبال در پست هافبک اهل ارمنستان است.

## باشگاهی
از باشگاه‌هایی که در آن بازی کرده‌است می‌توان به باشگاه فوتبال کیلیکیا، زسکا روستوف-نا-دونو، باشگاه فوتبال بانانتس، راسینگ بیروت، آرارات ایروان،  باشگاه فوتبال گاندزاسار و باشگاه فوتبال آلاشکرت اشاره کرد.

## تیم ملی
وی همچنین در زیر ۲۱ سال ارمنستان بازی کرده‌است.